# Lou Gehrig
Henry Louis „Lou” sau Buster" Gehrig (născut Heinrich Ludwig Gehrig), (n. 19 iunie 1903 - d. 2 iunie 1941), a fost un jucător american de baseball care a jucat pentru New York Yankees timp 17 sezoane, între anii 1923 și 1939, cu care a câștigat All-Star-ul de șapte ori consecutiv, S-a retras la 2 mai 1939, după ce a fost diagnosticat cu scleroză laterală amiotrofică, boală care îi poartă numele. În același an a fost inclus în Baseball Hall of Fame.